# Benzofenona
La benzofenona es una cetona aromática. Es un compuesto importante en fotoquímica orgánica, perfumería y como reactivo en síntesis orgánicas. Es una sustancia blanca cristalina, insoluble en agua y con olor a rosas. Su punto de fusión es de 49 °C y su punto de ebullición de 305-306 °C.
La benzofenona actúa como filtro para las radiaciones UV ya que es capaz de absorberla (promoviendo sus electrones a un estado excitado) y disiparla en forma de calor (al volver sus electrones al estado fundamental). Esto es posible debido a que la benzofenona posee sus estados de singlete y triplete energéticamente muy próximos entre sí.
Debido a esta propiedad, la benzofenona se utiliza en productos tales como perfumes y jabones para evitar que la luz ultravioleta degrade el olor y el color de estos productos. También se utiliza como componente de protectores solares y se puede añadir en los plásticos de embalaje para que estos bloqueen los rayos UV protegiendo el producto en el interior.

## Síntesis

### Acilación de Friedel-Crafts
La benzofenona puede ser sintetizada mediante una acilación de Friedel-Crafts entre el benceno y el cloruro de benzoílo en presencia de un ácido de Lewis como el AlCl3.

### Adición de tetracloruro de carbono seguido de hidrólisis
También puede ser sintetizada por adición de tetracloruro de carbono en presencia de AlCl3 a baja temperatura, posteriormente se hidroliza el dicloro difenil metano obtenido calentandolo en presencia de agua.
;3